# Barrow-in-Furness
Barrow-in-Furness er en by i Barrow-in-Furness distriktet, Cumbria, England, med et indbyggertal (pr. 2015) på 44.794. Distriktet har et befolkningstal på 67.321 (pr. 2015). Byen ligger 357.6 km fra London.
Dock Museum viser byens historie.